# أوبريسية
الأوبريسية (باللاتينية: Aubrieta) جنس نباتي يتبع الفصيلة الصليبية ويضم عشرين نوعا مقبولا وأربعة أنواع لم يحسم أمرها بعد، ينمو بعضها في الوطن العربي.

## من أنواعهاالواطنةفي الوطن العربي
- الأوبريسية الرمادية (باللاتينية: Aubrieta canescens) في بلاد الشام وتركيا
- الأوبريسية اللبنانية (باللاتينية: Aubrieta libanotica) في بلاد الشام وتركيا

## الوصف النباتي لهذا الجنس
النباتات التابعة لأنواع هذا الجنس صغيرة وقصيرة. يتشابك ليكون حصيرا في الحقول الصخرية و ما جاورها. الأوراق شعرية الشكل وأخرى بيضية. الأزهار شوكية. نجده في غرب آسيا. ولكنه الآن يزرع في عدة أماكن في العالم. وينمو من الجذور أو مكان القطع. وربما يُقطع النبات من جذوره بعد الإزهار.